# Ahlsburg (Höhenzug)
Die Ahlsburg im südniedersächsischen Landkreis Northeim ist ein bis 411,4 m ü. NHN hoher Buntsandstein-Höhenzug im Sollingvorland, einem Teil des Weser-Leine-Berglands.

## Geographie

### Lage
Die Ahlsburg erhebt sich im Zentrum des Landkreises Northeim. Der Höhenzug liegt südlich des Ilmetals und bildet einen südlichen Abschluss des Einbeck-Markoldendorfer Beckens. In Nordwest-Südost-Richtung erstreckt er sich südsüdwestlich des an der Ilme liegenden Einbeck, westlich des Leinetals, westnordwestlich des von der Leine passierten Northeim, nordnordwestlich von Moringen, nordöstlich von Fredelsloh, östlich des Sollings und südöstlich von Dassel und dem Ellenser Wald. Die bewaldete Ahlsburg gehört zu den Stadt- und Gemeindegebieten von Dassel, Einbeck, Northeim und Moringen. Sie ist rund zehn Kilometer lang und maximal etwa drei Kilometer breit.

### Naturräumliche Zuordnung
Die Ahlsburg wird naturräumlich wie folgt zugeordnet:
- (zu 37 Weser-Leine-Bergland)
  - (zu 371 Sollingvorland)
    - 371.1 Südliches Solling-Vorland
      - 371.12 Ahlsburg

### Berge
Zu den Bergen und Erhebungen des Höhenzugs Ahlsburg gehören – mit Höhe in Meter (m) über Normalhöhennull (NHN):
| - Sackberg (411,4 m) - Ochsenberg (372,5 m) - Ducksteinberg (360,1 m) - Eichfast (355,5 m) - Südlieth (325,9 m) - Weidenberg (317,5 m) - Iberg (303,0 m) - Klagesberg (298,2 m) - namenloser Berg mit Burg Grubenhagen (298,0 m) - Böllenberg (297,5 m) | - Wolfsberg (297,5 m) Ausläufer in Südost-Nordwest-Richtung: - Bärenberg/Bährenberg (262,5 m) - Grundberg (257,5 m) - Kahlenberg (247,5 m) - Lith (262,5 m) - Ziegenberg (250,3 m) - Wellerser Dicke (237,5 m) - Vorberg (289,1 m) - Behrensberg (277,9 m) - Drogenberg (247,5 m) - Katenstein (240,7 m) |

### Fließgewässer
Zu den Fließgewässern im und am Höhenzug Ahlsburg gehören (alle im Einzugsgebiet der Leine): 
- Bölle (entspringt am Südrand des Höhenzugs, passiert seine südlichen Ausläufer und ist ein westlicher Zufluss der Leine)
- Dieße (entspringt am Ostrand des Sollings, passiert die Westabdachung des Höhenzugs und ist ein südsüdwestlicher Zufluss der Ilme)
- Ilme (passiert den Höhenzug etwas entfernt im Norden und ist ein westlicher Zufluss der Leine)
- Leine (passiert den Höhenzug etwas entfernt im Osten und ist ein südlicher Zufluss der Aller)
- Rebbe (entspringt im Mittelteil des Höhenzugs und ist ein südlicher Zufluss der Ilme)
- Rotte (entspringt nördlich des Höhenzugs und ist ein südlicher Zufluss der Ilme)
- Hane (entspringt im Mittelteil des Höhenzuges und ist ein südlicher Zufluss der Dieße).

## Sehenswertes

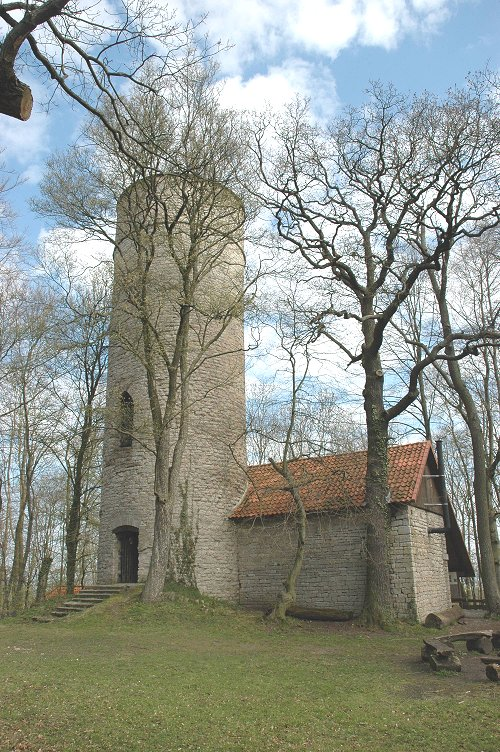
Auf dem Höhenzug Ahlsburg gelegene Burg Grubenhagen

Zu den Sehenswürdigkeiten im und am Höhenzug Ahlsburg gehören − mit Höhe in Meter (m) über Normalhöhennull (NHN):
- Burg Grubenhagen (298,0 m)
- Fredelsloh (ca. 270 m, Künstler- und Töpferdorf)
- Kaisereiche (ca. 240 m)
- Quastbuche (331 m)
- Stahlbuche (ca. 310 m)
- Wüstung Bengerode (ca. 265 m, mittelalterliche Töpfersiedlung).